# Ernst Friedrich Johann Dronke
Ernst Friedrich Johann Dronke (* 28. Juni 1797 in Falkenberg; † 10. Dezember 1849 in Fulda) war ein deutscher Gymnasiallehrer.

## Leben
Ernst Friedrich Johann Dronke studierte an der Schlesischen Friedrich-Wilhelms-Universität zu Breslau Philologie und Geschichte, danach an der Friedrich-Wilhelms-Universität zu Berlin. Anschließend unterrichtete er am königlichen Gymnasium zu Koblenz. Im Herbst 1841 gab er diese Stellung ab und wurde Schulleiter des Gymnasiums zu Fulda, wo er am 10. Dezember 1849 52-jährig starb.
Seine zahlreichen Schüler lobten ihn für seine Tüchtigkeit, außerdem für seinen wissenschaftlichen Ernst und wegen seiner Unparteilichkeit. Er verfasste einige Schulwerke, gab aber auch weitere Werke heraus, wodurch er sich einen Namen machte. Mit Jacob Grimm arbeitete er außerdem am zweiten Band der Weisthümer.
Einer seiner Söhne war der Schriftsteller und Journalist Ernst Dronke, ein anderer war der Gründer des Eifelvereins, der Pädagoge und Schriftsteller Adolf Dronke.

## Schriften
- Platonis Dialogi VI. Euthyphro, Apologia Socratis, Crito, Charmides, Laches, Menexenus. Weber,  Bonnae 1834 MDZ
- Das Leben des heiligen Kastor. J. Hölscher, Koblenz 1835 Digitale Sammlungen der Universität zu Köln
- Ernst Dronke, Johann Claudius von Lassaulx: Die Matthias-Kapelle auf der oberen Burg bei Kobern an der Mosel. J. Hölscher, Koblenz 1837 MDZ
- S. Gregorii Naziazeni. Carmina Selecta. Accedit Nicetae Davidis Paraphrasis nunc primum e Codice Cusano edita. Vandenhoeck et Ruprecht, Gottingae 1840 MDZ
- Aufgaben zum Uebersetzen aus dem Deutschen ins Lateinische. Nach der Grammatik von C. G. Zumpt. 2. Abt., 7. Ausg. Hölscher, Coblenz 1841 Digitalisat
- Annotatio critica in C. Cornelii Taciti Agricolam. Fulda 1842 HathiTrust Digital Library
- Traditiones et Antiquitates Fuldenses. (TAF) Müller, Fulda 1844 MDZ
- Beiträge zur Geschichte Fuldas. Fulda 1846 Digitalisat
- Bemerkungen über die ältesten Fuldaer Privilegien und Immunitätsurkunden. Fulda 1847 Hochschule Fulda
- Lectiones Ciceronianae, Sallustianae, Ovidianae, e codibus Fuldensibus descriptae. Fulda 1849 HathiTrust Digital Library
- Codex diplomations Fuldensis. Theodor Fischer, Fulda 1850 Digitalisat